# قرار مجلس الأمن التابع للأمم المتحدة رقم 813
قرار مجلس الأمن التابع للأمم المتحدة رقم 813، الذي تم تبنيه بالإجماع في 26 مارس 1993، بعد إعادة التأكيد على القرار 788 (1992) وتحديد أن الوضع في ليبيريا يشكل تهديدًا للسلم والأمن الدوليين، أدان المجلس فشل الأطراف في البلاد - القوات المسلحة الليبيرية، حركة التحرير الليبيرية المتحدة من أجل الديمقراطية، الجبهة الوطنية الوطنية الليبيرية، والجبهة الوطنية الوطنية المستقلة في ليبيريا، من بين آخرين، لتنفيذ اتفاق ياموسوكرو الرابع.
ورحب المجلس بتقرير الأمين العام بطرس بطرس غالي وتعيينه تريفور غوردون سومرز ممثلاً خاصاً لليبريا، وأثنى على جهود منظمة الوحدة الأفريقية والجماعة الاقتصادية لدول غرب أفريقيا لتقديم المساعدة لاستعادة الاستقرار في ليبيريا، مع إعادة التأكيد على الاعتقاد بأن اتفاق ياموسوكرو الرابع يوفر أفضل إطار ممكن لحل سلمي للحرب الأهلية الليبيرية. كما أدان الاعتداءات على قوات حفظ السلام وانتهاك وقف إطلاق النار، داعياً جميع الأطراف إلى تطبيق الاتفاق.
دعا القرار جميع الدول الأعضاء إلى الالتزام بحظر الأسلحة المفروض على الدولة بموجب الفصل السابع من ميثاق الأمم المتحدة، وطالب جميع الأطراف بالتعاون مع موظفي الأمم المتحدة والجماعة الاقتصادية لدول غرب أفريقيا، واقترح النظر في أمر الأطراف التي لا ترغب في التعاون. كما أشاد بجهود الدول الأعضاء والمنظمات الدولية لجهودها الإنسانية في ليبيريا.
اختتم القرار بطلب من الأمين العام:
(أ) النظر في إمكانية عقد اجتماع لرئيس الحكومة المؤقتة للوحدة الوطنية والفصائل المتحاربة؛
(ب) أن يناقش مع الجماعة الاقتصادية لدول غرب أفريقيا والأطراف المعنية المساهمة التي يمكن أن تقدمها الأمم المتحدة لدعم تنفيذ اتفاق ياموسوكرو الرابع وإمكانية نشر المراقبين؛
(ج) تقديم تقرير إلى مجلس الأمن بشأن تنفيذ القرار الحالي في أقرب وقت ممكن.

## روابط خارجية
- نص القرار في undocs.org